# Robert van Bolderick
Robert van Bolderick, född 6 april 1968 i Stockholm, är en svensk konstnär. 

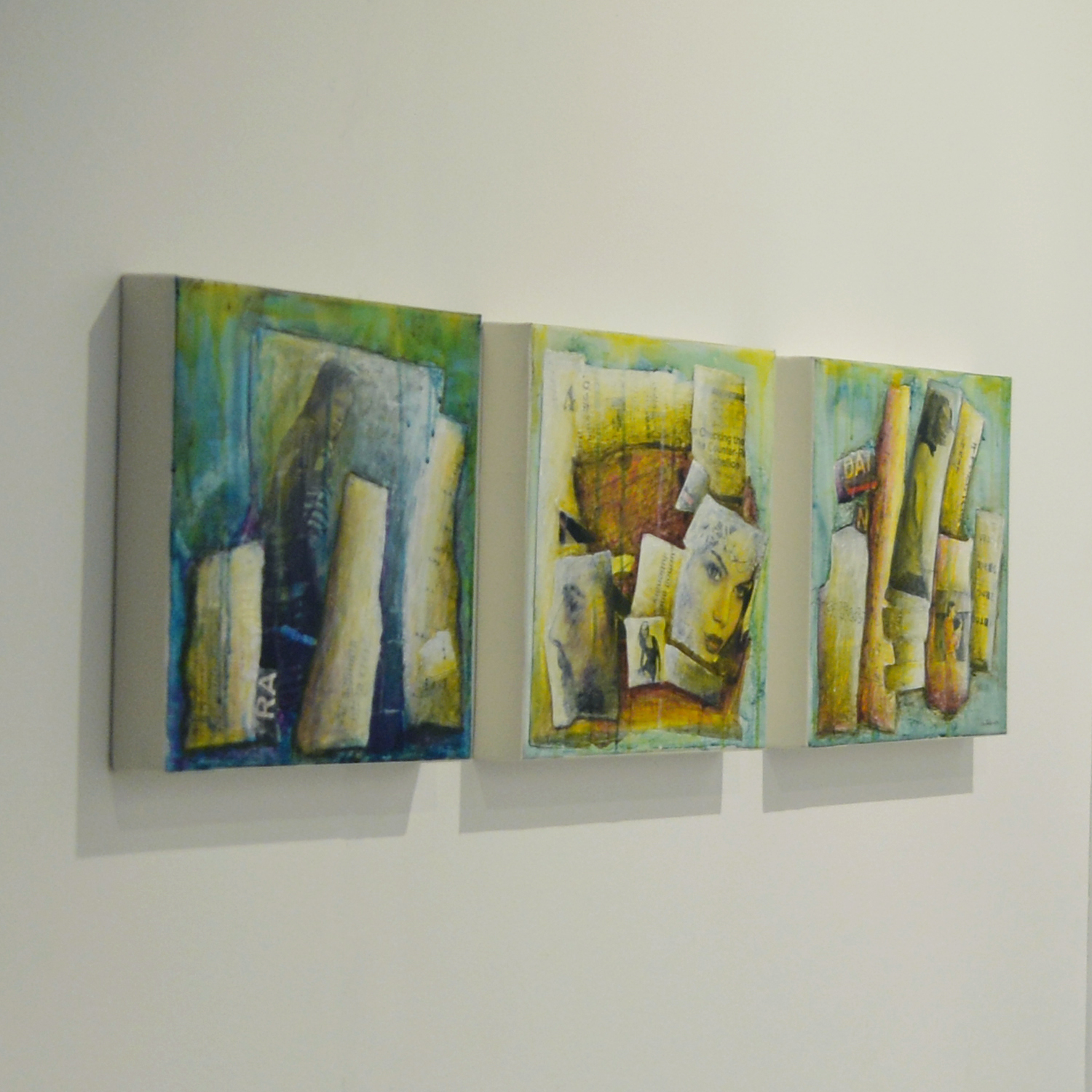
Barcelona-artfair-2016-2

Robert van Bolderick arbetar främst med collage, blandteknik och måleri.
Många målningar innehåller symboler, gamla grottmålningar, inspiration från gatukonst och rytm, som skapar mönster och balans i bilderna.
Tidiga utställningar hade han mellan åren 1988 och 1999 tillsammans med bland annat Erland Cullberg, Yrjö Edelmann, Björn Ekegren, Gunnar von Gegerfelt, Gunilla Mann, Mona Storfelt, Karl-Gustaf Olderius, Helmtrud Nyström och Madeleine Pyk.
Han är representerad på bland annat Sveriges riksdag, Svenska Ambassaden i Wien, Nordbanken, Trygg-Hansa, Kommunalarbetarförbundet, Folksam, Botkyrka kommun, FOA samt Hotel Park Inn by Radisson Stockholm, tillsammans med bland andra Ernst Billgren, Karin Mamma Andersson och Rita Lundqvist.
Robert van Bolderick var representerad som en av elva svenska konstnärer i Art from Sweden på Europeiska ekonomiska och sociala kommittén i Bryssel under åren 2010–2013 tillsammans med bland andra Erland Cullberg, Peter Dahl, Josef Frank, Peter Åström, Inga-Karin Eriksson och Lennart Rodhe.